# Quezeliantha tibestica
Quezeliantha tibestica là một loài thực vật có hoa trong họ Cải. Loài này được (H.Scholz) H.Scholz miêu tả khoa học đầu tiên năm 1982.